# Oued Fragha
Oued Fragha (în arabă وادي فراغة) este o comună din provincia Guelma, Algeria.
Populația comunei este de 7.152 de locuitori (2008).